# Fermat-Catalan-Vermutung
Die Fermat-Catalan-Vermutung ist eine offene Vermutung der Zahlentheorie.
Sie hat ihren Namen daher, dass ihre Formulierung Ideen der Fermat-Vermutung und Catalanschen Vermutung umfasst. Die Vermutung besagt, dass es nur endlich viele Lösungen {\displaystyle a,b,c,m,n,k\in \mathbb {N} } gibt mit
{\displaystyle a^{m}+b^{n}=c^{k}},
wobei {\displaystyle a,b,c} koprim zueinander sind und
{\displaystyle {\frac {1}{m}}+{\frac {1}{n}}+{\frac {1}{k}}<1}.
Letztere Bedingung schließt die pythagoräischen Tripel ({\displaystyle m=n=k=2} mit unendlich vielen Lösungen) aus und einige weitere Fälle mit unendlich vielen Lösungen. Die Ungleichung {\displaystyle {\frac {1}{m}}+{\frac {1}{n}}+{\frac {1}{k}}>1} wird genau erfüllt von {\displaystyle (m,n,k)=(2,2,k),(2,3,3),(2,3,4),(2,3,5)} und Permutationen, jeweils mit unendlich vielen Lösungen, und {\displaystyle {\frac {1}{m}}+{\frac {1}{n}}+{\frac {1}{k}}=1} von {\displaystyle (m,n,k)=(2,4,4),(2,3,6),(3,3,3)} (mit Permutationen), mit jeweils endlich vielen Lösungen.
Der Fall der inzwischen bewiesenen Catalan-Vermutung ist der, bei dem eines der {\displaystyle a,b,c} gleich {\displaystyle 1} ist. Die einzige Lösung ist nach der Vermutung
{\displaystyle 1^{m}+2^{3}=3^{2}\;}.
Streng genommen liefern unendlich viele {\displaystyle m>6} eine Lösung, doch wird dies ebenfalls als trivialer Sonderfall ausgeschlossen.

## Nichttriviale Lösungen der Fermat-Catalan-Gleichung
Bekannt sind die nach dem Stand von 2015 die folgenden Lösungen:
{\displaystyle 2^{5}+7^{2}=3^{4}\;}
{\displaystyle 13^{2}+7^{3}=2^{9}\;}
{\displaystyle 2^{7}+17^{3}=71^{2}\;}
{\displaystyle 3^{5}+11^{4}=122^{2}\;}
{\displaystyle 33^{8}+1549034^{2}=15613^{3}\;}
{\displaystyle 1414^{3}+2213459^{2}=65^{7}\;}
{\displaystyle 9262^{3}+15312283^{2}=113^{7}\;}
{\displaystyle 17^{7}+76271^{3}=21063928^{2}\;}
{\displaystyle 43^{8}+96222^{3}=30042907^{2}\;}
Die letzten und größten fünf Lösungen der Liste stammen von Frits Beukers und Don Zagier.

## Gesicherte Resultate
Nach einem auf dem Satz von Faltings beruhenden Satz von Henri Darmon und Andrew Granville gibt es zu festen {\displaystyle n,m,k} nur endlich viele Lösungen. Die Fermat-Catalan-Vermutung behauptet die Endlichkeit aber auch für unendlich viele mögliche Exponenten.
Die Fermat-Catalan-Vermutung folgt aus der abc-Vermutung.
Nach der Vermutung von Andrew Beal muss einer der Exponenten in der Fermat-Catalan-Vermutung {\displaystyle 2} sein.

## Spezielle Werte der Exponenten
Die Endlichkeit der Lösungen wurde für spezielle Kombinationen von Exponenten {\displaystyle (m,n,k)} der Vermutung untersucht, darunter:
- (2, 3, 7) von Bjorn Poonen u. a. (2005)[5]
- Die von Andrew Wiles bewiesene Fermatvermutung behandelt den Fall (k, k, k) mit keiner Lösung für {\displaystyle k\geq 3}
- Henri Darmon und Loïc Merel behandelten den Fall (k,k,2) und (k, k, 3) und zeigten, dass es keine Lösungen für (k, k, 3), {\displaystyle k\geq 3} gibt und für (k, k, 2) für {\displaystyle k\geq 4}.[6]
- (2n, 2n, 5) von Michael Bennett
- (2,4,n) von Jordan S. Ellenberg, Ellenberg/Bennett/Ng und Bruin[7] und (2, n, 4) von Bennett und Bennett/Skinner
- (2,6,n) von Bennett/Chen und Bruin
- (2, n, 6), (3,3,2n), (3,6,n), (2, 2n, k) für k= 9, 10 oder 15, (4, 2n, 3) von Bennett, I. Chen, S. Dahmen, S. Yazdani
- (2,4,7) von Ghioca
- (2,3,8), (2,3,9), (2,4,5), (2,4,6), (3,3,4), (3,3,5) von Bruin (2004)[8]
- (5,5,7), (7,7,5) von Dahmen/Siksek
- (3,4,5) Siksek/Stoll

Henri Darmon (2012) verfolgt ein Programm der Verallgemeinerung der Frey-Kurve des Fermatproblems (zu Frey-Abel-Varietäten), um die verallgemeinerten Fermat-Gleichungen {\displaystyle (p,p,r)} zu untersuchen (mit {\displaystyle r>3}).